# バウチ州

バウチ州
Bauchi State、𞤤𞤫𞤴𞤣𞤭 𞤦𞤢𞤵𞤷𞥅𞤭州の愛称: 観光の真珠

バウチ州 (バウチしゅう、英語：Bauchi State、フラ語：𞤤𞤫𞤴𞤣𞤭 𞤦𞤢𞤵𞤷𞥅𞤭) はナイジェリア北部の州。州都はバウチ。

## 地理
北西にカノ州、北にジガワ州、北東にヨベ州、南東にタラバ州、南にプラトー州、西にカドゥナ州と接する。

## 歴史
1966年に北部州が分割され、北東部州ができた。1996年には、北東部州の南東部がゴンベ州として分割された。
2010年9月7日、en:Bauchi prison break。
2013年2月16日、州内で道路建設に当たっていた外国企業の宿舎を武装集団が襲撃、イギリス人、ギリシャ人、イタリア人、レバノン人ら7人が誘拐された。後に隣国、ナイジェリアのイスラム系武装組織アンサールが犯行声明を出している。

## 教育
アブバカル・タファワ・バレワ大学が州都バウチにある。

## 行政
20の地方行政区 (Local Government Areas, LGA) が置かれている。
- Alkaleri
- Bauchi
- Bogoro
- Dambam
- Darazo
- Dass
- Gamawa
- Ganjuma
- Giyade
- Itas/Gadau
- Jama'are
- Katagum
- Kirfi
- Misau
- Ningi
- Shira
- Tafawa Balewa
- Toro
- Warji
- Zaki